# 마로니에공원
마로니에공원(Marronnier Park, 公園)은 혜화동 대학로와 이화동 사이에 위치한 공원으로, 주소는 서울특별시 종로구 동숭동 1-121번지다. 1975년 서울대학교 문리대학과 법과대학이 관악 캠퍼스로 옮긴 뒤 그 자리를 대한주택공사가 공원으로 조성했다. 혜화동 대학로에서 이화동 사이에 위치한 공원이다.

## 위치
20세기 초부터 시작된 대학문화가 대학로에서 꽃피웠기에 대학로에는 근현대 문화유산도 가득하다. 동성고등학교가 있는 혜화동 로터리에서 종로 방향으로 내려가면 왼편에 가톨릭청소년회관이 있다. 이어 지하철역 부근으로 가면 도산 안창호선생이 조직한 흥사단의 본부가 있고 마로니에공원이 이어진다. 이곳은 서울대학교의 본관이 있던 곳으로 대학로의 중심지다. 우측은 서울대병원과 의과대학이 자리하고 있다. 반대편의 나지막한 언덕은 ‘낙산’이다. 10분 정도 골목을 따라 올라가면 낙산공원이 나온다. 서울 시내가 내려다보이는 산책로는 지난 2002년 새롭게 단장했다. 공원에서 내려오는 길에는 이승만 전 대통령이 살던 곳이며 초대 내각을 구성했던 사적 497호 이화장이 있다.

## 유래
젊은이의 거리, 문화의 거리인 대학로에는 시민들의 휴식공간인 마로니에공원이 있다. 공원의 광장 중앙에 있는 ‘서울대학교 유지기념비(遺趾記念碑)’는 그 곳이 과거 서울대의 본부와 문리과대학, 법과대학이 있었던 자리임을 알려준다. 공원의 오른 편에 고색창연한 벽돌 건물이 눈에 띠는데 1931년 10월 준공돼 경성제국대학의 본관으로 사용되다가 1945년 광복 이후 서울대 본관으로 사용됐던 건물이다. 
1975년 서울대학교가 관악구 신림동으로 캠퍼스를 이전하면서 대학본부를 제외한 모든 건물이 철거되었고, 그 자리에 이 공원이 조성되었다. 캠퍼스에 마로니에 나무가 세 그루 있던 것을 유래로 ‘마로니에공원’이라 이름 붙여졌다. 공원 내부에 서울대학교 연건캠퍼스 시절 모습을 묘사한 조형물이 있다.
1972년 서울대가 관악캠퍼스로 옮기면서 문화예술진흥원의 청사로 사용됐고 현재는 ‘예술가의 집’으로 활용되고 있다. 1981년 사적 제278호로 지정된 이 건물은 서울대 동숭동 캠퍼스 건물 가운데 유일하게 남아있는 건물이며 대학로라는 이름을 설명해주는 근거이기도 하다. 이제 이름만 남아있는 동숭동 캠퍼스는 사람들에게 '센' 강으로 부르던 학교 앞 대학천, '미라보' 다리로 부르던 곳, 그리고 누가 심었는지 명확치 않지만 캠퍼스의 명물이 된 '마로니에' 나무로 상징되고 기억될 뿐이다.

## 역사
유신체제에서 벗어나 자유화 물결이 넘실되던 시절의 1985년, ‘동숭동 대학로’라는 이름이 처음 사용됐다. 정부 주도로 ‘문화예술의 거리’를 조성하면서 사용된 명칭은 지금까지 이어진다. 이곳은 경성제국대학이 들어서고 이후 서울대학으로 바뀌면서 대학가 문화가 주를 이뤘던 곳이다. 대학이 옮겨간 자리에 신촌을 비롯해 서울 곳곳에 흩어져 있던 문화단체와 극장들이 모여들기 시작했고 2004년에는 인사동에 이어 서울에서 두 번째 ‘문화지구’로 지정돼 서울의 문화를 대표하는 거리가 됐다.
일부에서는 대학교육의 발상지로서 동숭동 캠퍼스가 갖고 있는 역사적 가치와 장소성을 보존해야 한다고 주장했었고 일제 강점기의 경성제국대학이 갖는 흔적을 지워버림으로써 일제의 잔재를 청산하는 것이 옳다는 주장도 있었다. 그러나 동숭동 캠퍼스는 관악으로 옮겨갔다.
이 공원에는 문예회관 대극장과 소극장을 비롯해 대학로극장 · 바탕골소극장 · 연우무대 · 샘터파랑새극장 · 학전 · 코미디아트홀 등 많은 문화시설이 자리하고 있으며, 아마추어 가수들의 신선한 노래를 들을 수 있는 공원내에서 야외무대, 골목 여기 저기서 춤과 노래를 연습하는 젊은이들을 볼 수 있다. 
앞에는 서울대병원(구 대한의원)과 의과대학 건물이 있으며 가톨릭대학교 성신캠퍼스와 한국방송통신대학교 본관 사이에 조성되어 있다. 1983년부터 2008년까지 26년간 한국문화예술위원회가 마로니에 전국 여성백일장 축제를 열기도 했었다. 현재 공원 내 야외무대는 주말에는 무료이며, 매월 마지막 토요일 13~18시에 서울대학교병원 후문에서 혜화동 사거리까지 차없는 거리를 실시한다.

## 동영상
- 마로니에공원 주변 산책

## 같이 보기
- 대학로
- 낙원동
- 탑골공원

## 참고 자료
- 「동숭동의 아이들」, 대학로의 전력, 한준상 저 연세대학교출판부(1997년, 20p)
- 본 문서에는 서울특별시에서 지식공유 프로젝트를 통해 퍼블릭 도메인으로 공개한 저작물을 기초로 작성된 내용이 포함되어 있습니다.